# SEIKO MATSUDA COUNT DOWN LIVE PARTY 2003-2004
『SEIKO MATSUDA COUNT DOWN LIVE PARTY 2003-2004』（セイコ・マツダ・カウント・ダウン・ライヴ・パーティ・2003-2004）は、松田聖子のライブ・ビデオ。2004年3月10日発売。発売元はSony Records。

## 解説
2003年12月31日から2004年1月1日にかけて大阪城ホールにて行われたカウントダウン・ライヴの模様を収録したDVD。

## 収録曲
1. Opening
2. 青い珊瑚礁
3. 風は秋色
4. チェリーブラッサム
5. 天使のウィンク
6. Rock'n Rouge
7. 野ばらのエチュード
8. MC1
9. Eighteen
10. 時間の国のアリス
11. チャペルの小径
12. 瞳はダイアモンド
13. MC2
14. Call me
15. あなたに逢いたくて〜Missing You〜
16. 時間旅行
17. 瑠璃色の地球
18. all to you
19. just for tonight
20. chameleon
21. MC3（COUNT DOWN)
22. Only My Love
23. MC4
24. 輝いた季節へ旅立とう
25. 素敵な明日
26. 夏の扉
27. SQUALL
28. 20th Party
29. MC5
30. 赤いスイートピー